# Trachemys terrapen
Trachemys terrapen е вид влечуго от семейство Блатни костенурки (Emydidae). Видът е световно застрашен, със статут Уязвим.

## Разпространение
Разпространен е в Ямайка. Внесен е в Бахамски острови.